# Thể dục tim mạch

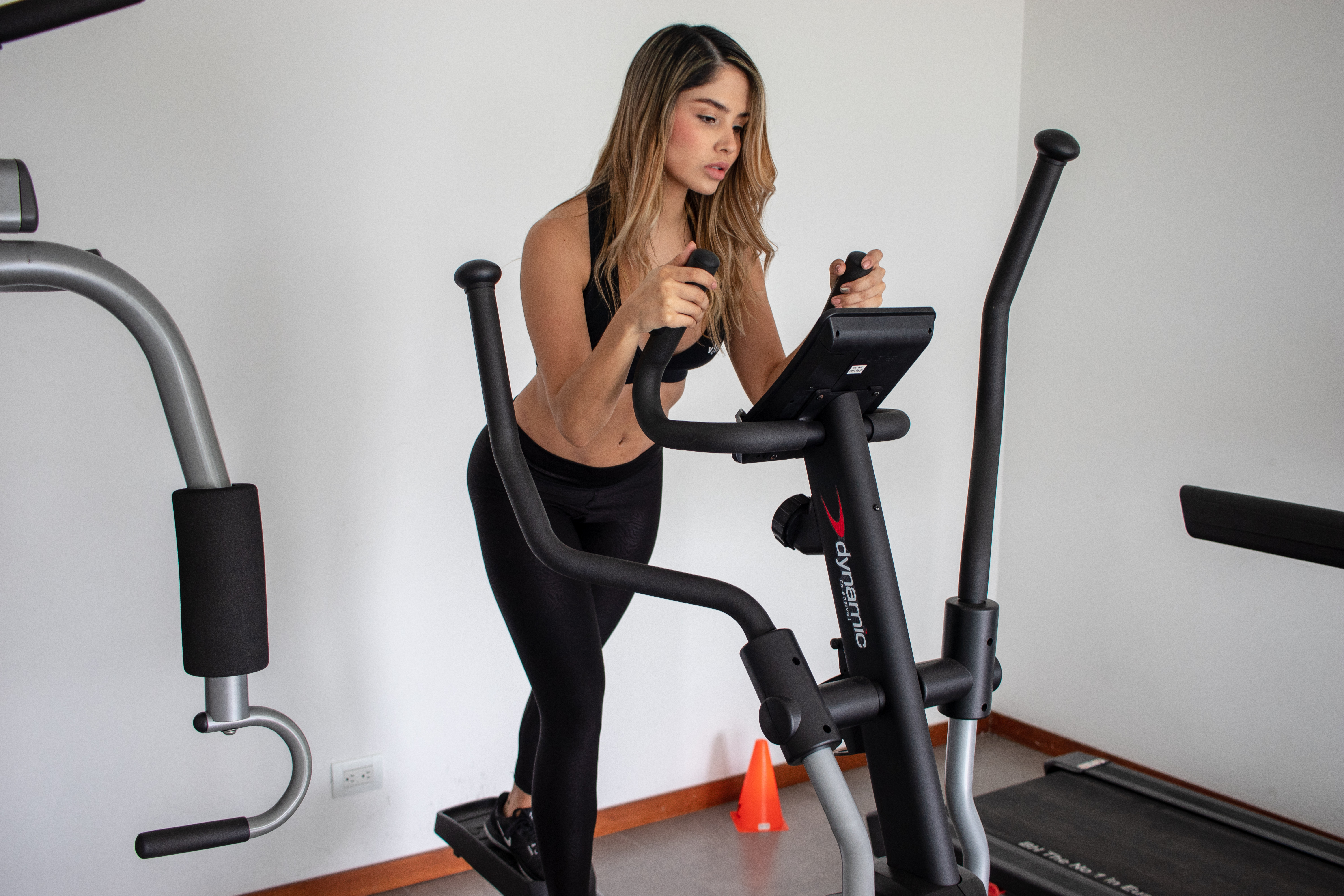
Tập Cardio với thiết bị tập luyện chuyên dụng

Thể dục tim mạch (Cardiorespiratory fitness) hay còn gọi là tập Cardio (phát âm như là Ca-đi-ô) hay còn gọi là tập luyện nhịp độ (Aerobic conditioning) đề cập đến các bài tập thể dục có trọng tâm cải thiện sức khỏe, nâng cao nền tảng thể lực và sự năng động thông qua hoạt động thể chất với cường độ liên tục, mức độ tăng dần đều. Thể dục nhịp độ là việc sử dụng chuyển động liên tục, nhịp nhàng của các nhóm cơ lớn để tăng cường sức mạnh cho tim và phổi (Hệ tuần hoàn). Sự cải thiện thể chất trong điều kiện hiếu khí xảy ra khi các vận động viên tiếp xúc với sự gia tăng việc hít thở (tăng lượng oxy hấp thụ) và trao đổi chất, nhưng để duy trì mức điều kiện hiếu khí này, các vận động viên phải duy trì hoặc tăng dần quá trình tập luyện của mình để điều hòa hiếu khí từ đó giúp cho kinh mạch, khí huyết lưu thông, giãn gân cứng cốt, thân thể tráng kiện, tinh thần vững vàng.
Quá trình tăng nhịp độ tim mạch thường đạt được thông qua bài tập hiếu khí như chạy bộ, đạp xe, bơi lội, chèo thuyền và sử dụng các thiết bị tập luyện như máy tập con thoi, máy chạy bộ, xe đạp tập. Đây là phương pháp tập luyện có tác dụng đốt cháy Calo và làm tiêu tốn năng lượng tích trữ một cách nhanh chóng, góp phần tăng nhịp tim, cải thiện quá trình trao đổi chất nên đem lại hiệu quả giảm cân, giảm mỡ hiệu quả với quá trình đẩy nhanh mức độ thâm hụt calo. Tập Cardio giúp mang lại nhiều lợi ích cho sức khỏe bao gồm tăng cường khả năng trao đổi chất, đốt mỡ thừa hiệu quả và làm tăng lưu thông máu đi khắp thân thể. Các bài tập thể dục Cardio không tập trung vào một nhóm cơ nhất định mà cần có sự phối hợp của nhiều nhóm cơ khác nhau, hoặc là toàn bộ cơ thể. Tập Cardio cũng rất đa dạng, từ các bài tập ngoài trời như chạy bộ, bơi, chơi các môn thể thao cường độ mạnh như bóng đá, bóng rổ, bóng chuyền đến các bài tập tại nhà như sử dụng với máy chạy bộ, leo cầu thang hay sử dụng các loại máy tập toàn thân.

## Đại cương

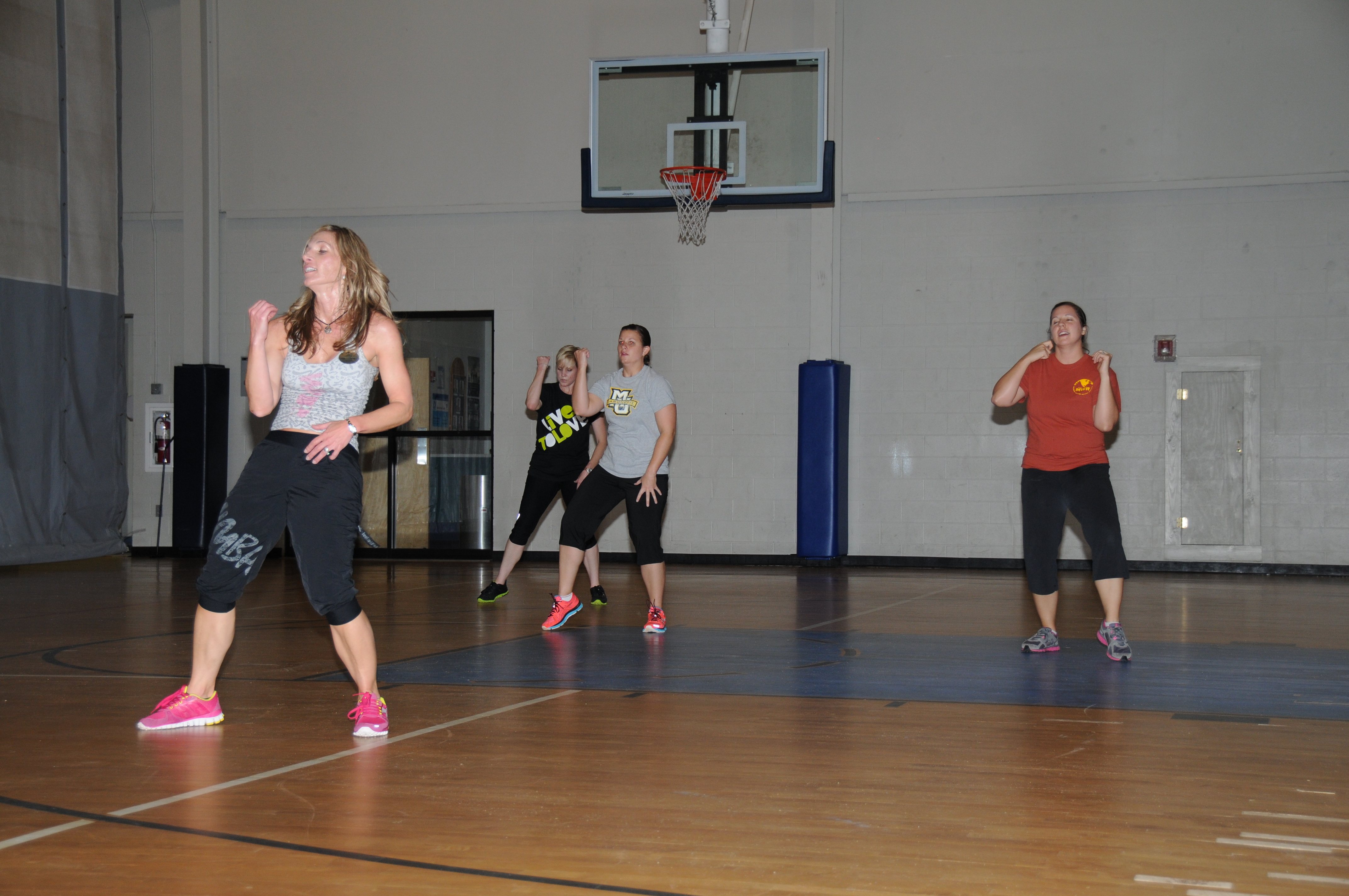
Tập nhảy Zumba là những bài thể dục nhịp độ để cải thiện tim mạch

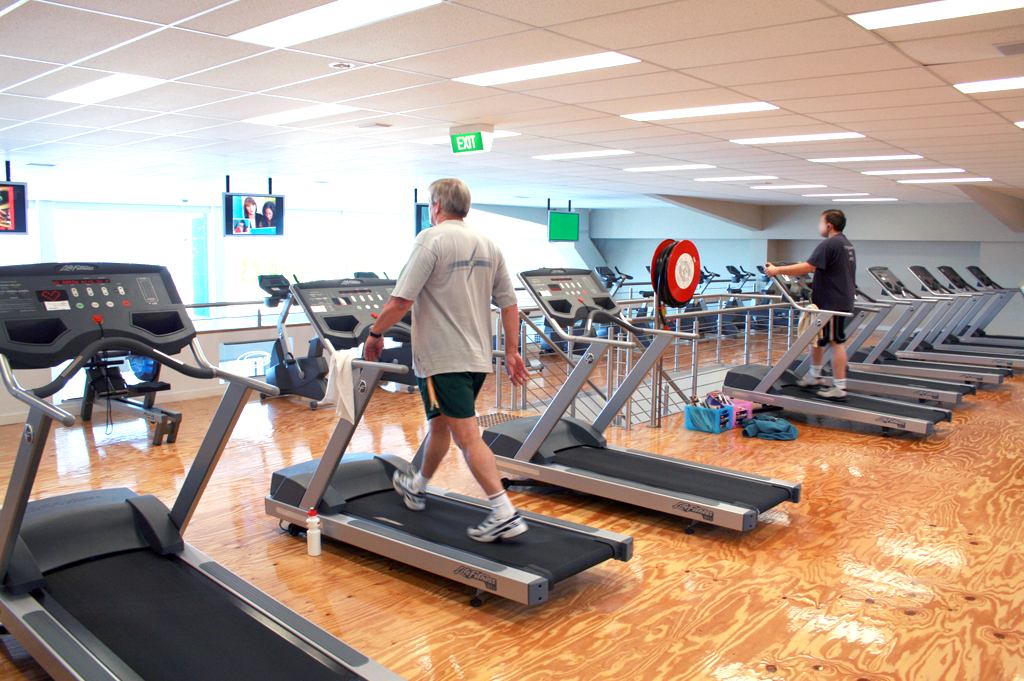
Tập Cardio với máy chạy bộ chuyên dụng

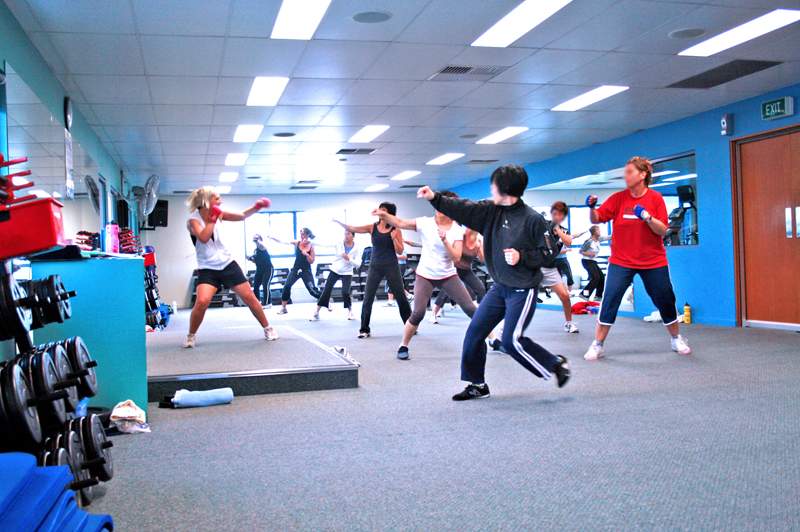
Rèn luyện sức khoẻ tim mạch thông qua lớp học đấm bốc

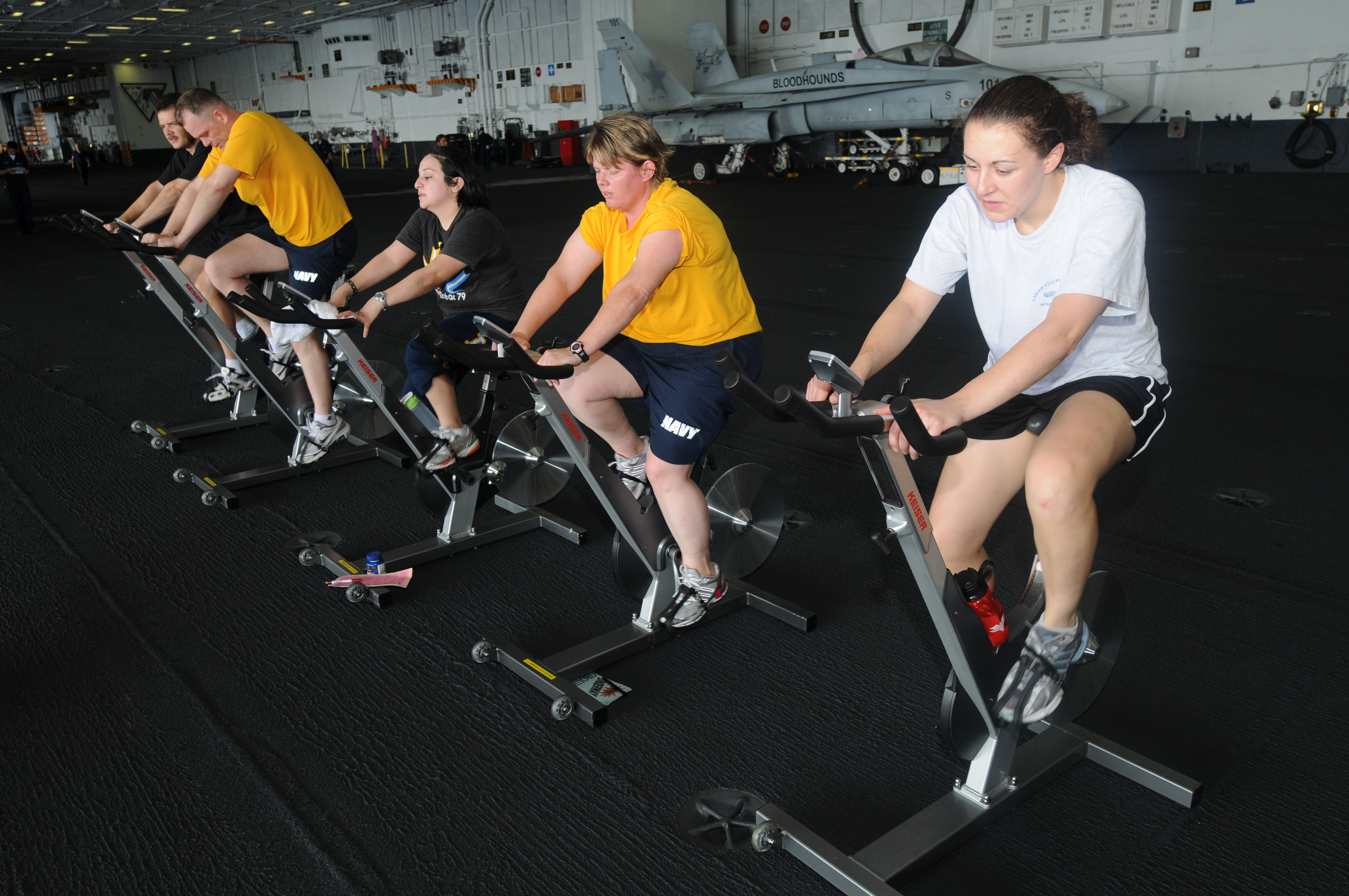
Bài tập Cardio với xe đạp tập

Khả năng cung cấp dưỡng khí (oxy) cho các cơ đang hoạt động của một người bị ảnh hưởng từ nhiều thông số sinh lý, bao gồm nhịp tim, thể tích nhát bóp, lượng tim và lượng oxy tiêu thụ tối đa. Để hiểu được mối quan hệ giữa sức khoẻ tim mạch và các loại điều hòa kinh mạch khác, cần phải xem xét những thay đổi xảy ra khi tăng khả năng hiếu khí (aerobic) hoặc kỵ khí (anaerobic). Khi khả năng hiếu khí/kỵ khí tăng lên, tốc độ chuyển hóa chung tăng lên, quá trình trao đổi chất của cơ được tăng cường, huyết sắc tố tăng lên, chất đệm trong máu tăng lên, lượng máu hồi lưu tĩnh mạch được cải thiện, thể tích nhát bóp được cải thiện và mạch máu có khả năng thích ứng dễ dàng hơn với các nhu cầu khác nhau.
Mỗi kết quả của thể lực tim mạch/điều hòa tim mạch này sẽ có tác động tích cực trực tiếp đến sức bền cơ bắp và tác động gián tiếp đến thể lực và tính linh hoạt tăng tốc độ. Một trái tim khỏe mạnh hơn không có nghĩa là nó bơm nhiều máu hơn bằng cách đập nhanh hơn mà bằng cách đập hiệu quả hơn, chủ yếu thông qua việc tăng thể tích nhát bóp và khối lượng tâm thất trái. Các vận động viên có sức bền bỉ được đào tạo có thể có nhịp tim khi nghỉ ngơi thấp tới 28 nhịp mỗi phút (Miguel Indurain) hoặc 32 nhịp mỗi phút (Lance Armstrong). Điều hòa hiếu khí làm cho tim và phổi bơm máu hiệu quả hơn, cung cấp nhiều oxy hơn cho cơ và các cơ quan, nội tạng.
Để tạo điều kiện cung cấp oxy tối ưu cho các cơ đang hoạt động, một cá nhân cần phải tập luyện hoặc tham gia vào các hoạt động sẽ tích luỹ năng lượng cần thiết, tạo ra nền tảng thể lực căn bản cho việc chơi thể thao. Điều này được gọi là tập luyện trao đổi chất. Tập luyện trao đổi chất thường được chia thành hai loại gồm Bài tập hiếu khí (aerobic) và Bài tập kỵ khí (anaerobic). Tổ chức Cochrane vào năm 2005 đã chứng minh rằng các can thiệp hoạt động thể chất có hiệu quả trong việc tăng cường thể lực tim mạch. Sức khoẻ tim mạch là thước đo mức độ tim, phổi và mạch máu có thể vận chuyển dưỡng khí (oxy) đến các cơ trong quá trình tập thể dục và vận động cường độ cao. Đây là một thành phần quan trọng của thể lực tổng thể và có liên quan đến nhiều lợi ích sức khỏe, bao gồm giảm nguy cơ mắc bệnh tim mạch, cải thiện chức năng nhận thức và tăng tuổi thọ. Một nghiên cứu được công bố trên Tạp chí Dịch tễ học Hoa Kỳ cho thấy mức độ sức khoẻ tim mạch cao hơn có liên quan đến nguy cơ tử vong thấp hơn do mọi nguyên nhân, bao gồm bệnh tim mạch và ung thư.
Hoạt động thể chất thường xuyên là điều cần thiết để cải thiện sức khỏe tim mạch. Hiệp hội Tim mạch Hoa Kỳ khuyến nghị ít nhất 150 phút tập thể dục nhịp điệu cường độ vừa phải hoặc 75 phút tập thể dục nhịp điệu cường độ mạnh mỗi tuần để cải thiện sức khỏe tim mạch và giảm nguy cơ mắc bệnh tim mạch. Một đánh giá năm 2020 cho thấy cả tập thể dục cường độ vừa phải và cường độ cao đều (tăng cường độ) cải thiện sức khỏe tim mạch, nhưng tập thể dục cường độ cao mang lại những cải thiện lớn hơn. Sức khỏe tim mạch có thể được đánh giá thông qua nhiều phương pháp khác nhau, bao gồm lượng oxy hấp thụ tối đa (VO2 tối đa/tiêu thụ oxy tối đa hay hấp thu oxy tối đa), là lượng oxy tối đa có thể được sử dụng trong khi tập thể dục với cường độ ngày càng tăng. Các chỉ số sinh học, chẳng hạn như các chỉ số được sử dụng để đánh giá Lipid máu (mỡ máu), viêm, dung nạp glucose và cầm máu, có thể được sử dụng để theo dõi tiến trình trong quá trình phát triển sức khỏe tim mạch.